# Bhagavata Mela
Bhagavata Mela es una danza clásica india que se realiza en Tamil Nadu, particularmente en el área de Thanjavur. Se coreografia como una tradición anual del vaishnavismo en Melattur y regiones cercanas, y se celebra como un arte escénico de danza-teatro. El arte de la danza tiene raíces en una migración histórica de practicantes de Kuchipudi, otro arte de danza clásica india, desde Andhra Pradesh al reino de Tanjavur.
El término Bhagavata, afirman Brandon y Banham, se refiere al texto hindú Bhagavata Purana. Mela es una palabra sánscrita que significa "reunión, encuentro de un grupo" y connota un festival popular. La tradicional representación del Bhagavata Mela representa las leyendas del hinduismo, con música de estilo carnático.

## Historia
Los orígenes del Bhagavata Mela se encuentran en el bharatnatyam, otra danza clásica india más antigua, que se encuentra en Andhra Pradesh. La invasión de la región por parte de ejércitos islámicos provocó la caída de un imperio hindú, lo que desencadenó la migración masiva de familias de artistas hindúes a Tamil Nadu en el siglo XVI, donde la danza evolucionó hasta convertirse en la moderna Bhagavata Mela. Antes de su caída, los registros judiciales del Imperio Vijayanagara con base en la región de Deccan, conocido por su patrocinio de las religiones y artes indias, indican que grupos de teatro y danza de Bhagavatas de la aldea de Kuchipudi actuaban en la corte real. La región fue escenario de guerras y disturbios políticos que culminaron con la formación de los sultanatos del Decán en el siglo XVI. Con la caída del Imperio Vijayanagara y la destrucción de templos y ciudades del Decán por el ejército musulmán alrededor de 1565, los músicos y artistas de danza y teatro emigraron al sur, y los registros del reino de Tanjore indican que unas 500 familias de artistas Kuchipudi llegaron desde Andhra, fueron recibidas y se les concedió tierra por el rey hindú telugu Achuthappa Nayak, un asentamiento que creció hasta convertirse en el moderno Melattur cerca de Tanjore (también llamado Thanjavur). Estas familias mantuvieron su cultura de danza dramática inspirada en el Kuchipudi, en una forma llamada Bhagavata Mela.
El kuchipudi sufrió un declive y se transformó en una forma de arte en vías de extinción en Andhra durante el siglo XVII. En 1678, Abul Hasan Qutb Shah, el último nawab musulmán chiita de Golkonda, presenció una representación de kuchipudi y quedó tan impresionado que otorgó a los bailarines terrenos en las cercanías de la aldea de kuchipudi, bajo la condición de que mantuvieran viva la tradición del danza-teatro. El sultanato chiita fue derrocado en 1687 por el emperador mogol sunita Aurangzeb. Con el fin de regular la moral pública y privada, así como poner fin a las prácticas no islámicas, Aurangzeb prohibió las representaciones públicas de todas las artes musicales y de la danza, además de ordenar la confiscación y destrucción de instrumentos musicales en el subcontinente indio bajo el control de su Imperio mogol.
La región del Deccan fue escenario de guerras y agitación política, y la expansión imperial mogol acabó con los sultanatos del Deccan a finales del siglo XVII. Durante este período, más familias de la comunidad Bhagavatar se trasladaron al sur, invitadas por los rajas Maratha recién establecidos en el delta del Kaveri, para establecerse en Kumbakonam y sus alrededores. Estas familias mantuvieron su cultura de danza dramática inspirada en Kuchipudi, en una forma llamada Bhagavata Mela.

## Repertorio
El Bhagavata Mela se celebra tradicionalmente en los terrenos de los templos hindúes o al lado de un templo, comenzando después del anochecer y durante la noche, y al igual que los artistas originales de Kuchipudi, los brahmanes varones fueron los artistas que interpretaron el papel de personajes masculinos y femeninos en la historia subyacente. Las producciones modernas incluyen artistas masculinos y femeninos, y han evolucionado para mostrar influencias tanto de Kuchipudi como de Bharatanatyam, la principal danza clásica de Tamil Nadu.
Como todas las danzas clásicas de la India, el Bhagavata Mela incorpora gestos sofisticados como lenguaje de señas combinados con un intrincado trabajo de pies y actuación (abhinaya) para comunicar una historia religiosa con un mensaje espiritual. Estos aspectos del Bhagavata Mela tienen raíces en el Natya Shastra, el antiguo texto hindú sobre artes escénicas.  La actuación incluye a Nritta, Nritya y Natya. La interpretación de Nritta es un aspecto abstracto, rápido y rítmico de la danza pura. El Nritya es el aspecto más lento y expresivo de la danza que intenta comunicar sentimientos, especialmente historias con temas espirituales. Natya es una obra interpretada por un equipo de artistas. Las raíces de abhinaya también se encuentran en el texto Natyashastra que describe las unidades básicas de la danza, los gestos y movimientos que conectan con el público y despiertan estéticamente la alegría en el espectador, y transportan al individuo a un estado interior súper sensual del ser.
La comunicación en el Bhagavata Mela se realiza en forma de gestos expresivos (mudras o hastas) sincronizados con la música. Los gestos y expresiones faciales transmiten el ras (sentimiento, gusto emocional) y el bhava (estado de ánimo) de la historia subyacente. Al igual que otras danzas clásicas hindúes, el artista expresa con éxito las ideas espirituales prestando atención a cuatro aspectos de una actuación: Angika (gestos y lenguaje corporal), Vachika (canción, recitación, música y ritmo), Aharya (escenografía, vestuario, maquillaje, joyas) y Sattvika (disposición mental del artista y conexión emocional con la historia y el público, donde resuena el estado interior y exterior del artista). Abhinaya extrae el bhava (estado de ánimo, estados psicológicos).
Las historias del Bhagavata Mela suelen provenir de las epopeyas hindúes o los Puranas, siendo el Prahlada Charitram particularmente popular. La música es de estilo carnático y la mayor parte de la historia subyacente se canta al ritmo de la música mientras los artistas de danza actúan. El repertorio se complementa con una orquesta de instrumentos musicales, con mridangam (tambor) y platillos marcando el ritmo, y flauta, instrumentos de cuerda y armonio completando el conjunto.